# Azriel Awret
Azriel Awret (ur. 10 sierpnia 1910 w Łodzi, zm. 20 grudnia 2010 w Falls Church, Wirginia, Stany Zjednoczone) – żydowski malarz i rzeźbiarz pochodzenia polskiego.

## Życiorys
W młodości wyjechał do Belgii, gdzie został inżynierem elektrykiem. Po wybuchu II wojny światowej ożenił się z Aryjką Anną Louisą Bonhiere, aby nie zostać deportowanym. Mimo tego 23 stycznia 1943 został aresztowany i osadzony w obozie przejściowym SS-Sammellager w Mechelen, gdzie poznał niemiecką Żydówkę Irene Spicker. Pracował jako elektryk, zaś Irene była zatrudniona w mahlerstube jako dekoratorka i graficzka, zostali parą. Azriel Awret został w dniu 16 października 1943 zwolniony z obozu w wyniku interwencji belgijskiego domu królewskiego, po zakończeniu wojny rozstał się z Anną Louisą i poślubił Irene, w 1946 urodziła się ich córka. Studiował rzeźbę w Królewskiej Akademii Sztuk Pięknych w Gandawie pod kierunkiem Georgesa Minne. W 1949 rząd belgijski uznał Azriela i Irene za obcokrajowców i nakazał im opuścić kraj, w związku z tym udali się do Izraela, gdzie byli współzałożycielami kolonii artystycznej w Safedzie. Azriel malował i rzeźbił, a Irene poświęciła się pisarstwu. W 1968 przeprowadzili się do Stanów Zjednoczonych i zamieszkali w Falls Church. 

## Twórczość
Najczęstszym motywem podejmowanym przez Azriela Awreta jest przeżyty Holocaust oraz tematyka rodzinna. Obrazy tworzył stosując akwarelę lub metodę olejną, przedstawiają postacie jako zbiór geometrycznych brył, często symetrycznych. Wiele prac znajduje się w kolekcji muzeum Beit Lohamei Haghetaot (Muzeum Bojowników Getta) oraz w muzeum upamiętniającym obóz w Mechelen.